# Алексеевка (Кировский район)
Алексе́евка (фин. Maitohuhta) — деревня в Путиловском сельском поселении Кировского района Ленинградской области России.

## История
На карте Санкт-Петербургской губернии Ф. Ф. Шуберта 1834 года упоминается деревня Ма́йдеухта.

МАЙДЕСУХТА — деревня принадлежит наследникам титулярного советника Антонова, число жителей по ревизии: 9 м. п., 9 ж. п. (1838 год)

В пояснительном тексте к этнографической карте Санкт-Петербургской губернии П. И. Кёппена 1849 года она записана как деревня Maitohuhta (Майдеухта, Майдесухта, Алексеевка) и указано количество её жителей на 1848 год: савакотов — 8 м. п., 10 ж. п., всего 18 человек. Деревня относилась к лютеранскому приходу Марккова.
Согласно карте профессора С. С. Куторги 1852 года деревня называлась Майдеухта.

АЛЕКСЕЕВСКАЯ (МАЙДАУХТА) — деревня священника Чулкова, по почтовому тракту и просёлочной дороге, число дворов — 6, число душ — 10 м. п. (1856 год)

Число жителей деревни по X-ой ревизии 1857 года: 8 м п., 15 ж. п..

АЛЕКСЕЕВКА (МАЙДЕУХТ) — деревня владельческая при колодцах, число дворов — 4, число жителей: 8 м. п., 12 ж. п. (1862 год)

Согласно карте из «Исторического атласа Санкт-Петербургской Губернии» 1863 года деревня называлась Майдеухта.
Согласно подворной переписи 1882 года в деревне проживали 5 семей, число жителей: 13 м. п., 19 ж. п.; разряд крестьян — собственники; лютеране: 8 м. п., 14 ж. п.. Деревня принадлежит к числу мелкопоместных, отошедших в казну.
В конце XIX — начале XX века деревня административно относилась к Путиловской волости 1-го стана Шлиссельбургского уезда Санкт-Петербургской губернии. По приходским данным население деревни было смешанным — финско-русским.
По данным «Памятной книжки Санкт-Петербургской губернии» за 1905 год деревня называлась Алексеевка (Майдеухт).
Согласно военно-топографической карте Санкт-Петербургской и Новгородской губерний издания 1921 года деревня называлась Алексеевская Майдеухта. В деревне находилась больница.
Согласно данным переписи населения СССР 1926 года в деревне Алексеевка Валовщинского сельсовета Путиловской волости Ленинградского уезда проживал 61 человек — большинство ингерманландцы, а также русские.
В 1928 году во время обследования ЛОИКФУН финских деревень на территории Мгинского района было отмечено, что в деревне сохранился эвремейский диалект финского языка.
По данным 1933 года деревня Алексеевка входила в состав Путиловского сельсовета Мгинского района.
До начала Великой Отечественной войны в деревне проживало финское население.

План деревни Алексеевка. 1941 год

Согласно топографической карте РККА 1941 года деревня называлась Майдеухта и насчитывала 14  дворов. В деревне находились казармы железнодорожных рабочих.
По данным 1966 и 1973 годов деревня Алексеевка находилась в подчинении Путиловского сельсовета Волховского района.
По данным 1990 года деревня Алексеевка входила в состав Путиловского сельсовета Кировского района.
В 1997 году в деревне Алексеевка Путиловской волости проживали 4 человека, в 2002 году — 2 человека (все русские).
В 2007 году в деревне Алексеевка Путиловского СП — 2.

## География
Деревня расположена в северной части района к югу от центра поселения, села Путилово.
Расстояние до административного центра поселения — 5 км.
Находится на железнодорожной линии Мга — Волховстрой I. В деревне расположен остановочный пункт — платформа 77 км.

## Демография
| 1862 | 2007 | 2010 | 2017 |
| ---- | ---- | ---- | ---- |
| 20   | ↘2   | ↗7   | ↘4   |